# 翁文嫻
翁文嫻（1952年7月3日—），筆名阿翁、不繫舟、翁襪鹿，生於香港，祖籍廣東省台山縣。曾任《臺灣詩學季刊》編輯委員、中國文化大學中文系文藝組副教授、國立屏東科技大學通識教育中心副教授等；現任國立成功大學中文系教授，並為《當代詩學》、《現在詩》詩刊編輯委員。

## 經歷與寫作風格
翁文嫻出生於香港，並於深水埗長大，就讀五邑工商總會學校，繼而升讀金文泰中學。1970年至臺灣國立臺灣師範大學國文系求學，接著回香港新亞研究所進修，並於1978年取得文學碩士學位，然後遠赴法國巴黎第七大學取得東方語文系博士學位。
翁文嫻創作的文類包括文學評論、現代詩與散文，專長則在於現代詩、李白研究、詩經及文藝理論。她的現代詩論述集《創作的契機》融合了中國與西方詩學的理論，對於華文現代詩理論的開發與探討，具有獨到的眼光。

## 著作
- 《光黃莽-阿翁詩集》，臺北縣，1991年。
- 《創作的契機》，臺北市：唐山出版社，1998年，ISBN 957-8900-87-2。
- 《巴黎地球人》，臺北市：大地出版社，2001年，ISBN 957-829-03-9X。
- 《閃躲-中途停靠-碎骨片 : 當代法國詩法中雙語選集》，江.雷文斯基（Jean Lewinski）編選，翁文嫻等翻譯，臺北縣：桂冠出版社，2006年，ISBN 957-730-565-2
- 《變形詩學》，北京：北京大學出版社，2013年，ISBN 978-730-122-626-1。
- 《間距詩學》，台北市：開學出版社，2020年，ISBN 978-986-98084-6-0。

## 得獎紀錄
- 1998年行政院文化建設委員會現代詩學論文獎。

## 外部連結
- 2007臺灣作家作品目錄：翁文嫻（页面存档备份，存于）
- 國立成功大學中國文學系授課師資 - 翁文嫻
- 詩路-典藏詩人：翁文嫻